# Laurel und Hardy: Die Braut wird geklaut
Die Braut wird geklaut oder auch Verkehrt verheiratet ist eine US-amerikanische Kurzfilm-Komödie von James W. Horne aus dem Jahre 1931. In den Hauptrollen spielt das Komikerduo Laurel und Hardy.

## Handlung
Ollie bereitet sich auf seine Hochzeit mit der stark übergewichtigen, aber liebenswürdigen Dulcy vor, die er mit Kosenamen wie „Hasilein“ und „Schnuckilein“ belegt. Zunächst bereitet sich Ollie mit seinem Trauzeugen und Freund Stan in der Wohnung auf die Hochzeitsfeier vor. Dabei folgt jedoch ein Missgeschick dem nächsten, sodass am Ende die halbe Wohnung in Trümmern liegt. Stan ruiniert Ollies Geschirr sowie seinen Hosenanzug und als sich Fliegen auf die Hochzeitstorte setzen, bekämpft Stan diese mit Insektengift. Zum Schluss macht Ollie eine schmerzhafte Erfahrung, als er sich mit dem Insektengift, das er für Mundwasser hält, den Mund einsprüht. Unterdessen verbietet Dulcys jähzorniger Vater ihr die Hochzeit mit Ollie, weil er diesen für einen „Fettwanst“ hält. Der Vater sperrt sie auf ihr Zimmer ein, worauf die verzweifelte Dulcy Ollie anruft. Das Liebespaar beschließt daraufhin, dass Ollie sie um Mitternacht befreit und sie zusammen fliehen.
Bei der Befreiung von Dulcy kommt es zu einigen Komplikationen, hauptsächlich weil Stan in seiner Gedankenlosigkeit an der Tür klingelt, um den Hausherren zu informieren, dass Ollie mit seiner Tochter fliehen will. Der erzürnte Vater will die Flucht seiner Tochter verhindern, wird jedoch von ihr in ihrem Zimmer eingesperrt. Wütend muss er zusehen, wie das Brautpaar und Stan flüchten. Der sehr kleine Fluchtwagen, den Stan besorgt hatte, entpuppt sich für das übergewichtige Brautpaar ebenfalls als Problem, und es dauert mehrere Minuten, bis sie zusammen eingequetscht im Auto sitzen. Sie erreichen das Haus des Friedensrichters, der jedoch sehr stark schielt. Nach der Hochzeitszeremonie gratuliert der Friedensrichter Stan, den er für den Bräutigam hält, und küsst die Person, die er für die Braut hält – Ollie.

## Hintergrund
Der Film wurde zwischen dem 9. und dem 18. März 1931 in den Hal Roach Studios gedreht. Im Film hört man mehrmals eine Variation von Wagners Treulich geführt, einem der berühmtesten Hochzeitsmärsche. In den Vereinigten Staaten wurde der Film am 16. Mai 1931 veröffentlicht, in Westdeutschland fand die Premiere hingegen erst 28. Januar 1964 statt.
Ben Turpin, ein beliebter Komiker der Stummfilmzeit, der zum Zeitpunkt dieses Filmes nur noch gelegentlich Rollen annahm, weil er sich um seine kranke Frau kümmern musste, spielte hier die Rolle des schielenden Friedensrichters. 1940 hatte er in Laurel und Hardys Auf hoher See seine letzte Filmrolle als Hausmeister. Für Babe London (1901–1980) wurde es der einzige Auftritt in einem Laurel- und Hardy-Film. Sie war allerdings noch über 30 Jahre später Gast bei Laurels Beerdigung. London erinnerte sich im Rückblick, dass die Filmszene mit dem engen Auto an zwei Tagen gedreht werden musste, aber nicht so unkomfortabel war, wie es für die Zuschauer aussah.

## Deutsche Fassungen
- Die Beta-Technik erstellte 1961 eine deutsche Fassung mit dem Titel Auf dem Standesamt. Die Texte steuerte Wolfgang Schick bei, Regie führte Manfred R. Köhler und die Musik steuerte Conny Schumann bei. Walter Bluhm und Arno Paulsen sprachen Stan und Ollie und Anton Reimer den Friedensrichter.[3][4]
- Unter dem Titel Dick und Doof – Jubel, Trubel, Heiterkeit entstand bei der Internationalen Film-Union ca. 1964 eine weitere Fassung. Die Dialoge stammen von Helmut Harun und Stan und Ollie wurden erneut von Bluhm und Paulsen gesprochen. Marianne Wischmann übernahm die Rolle der Braut.[4]
- Eine dritte Fassung unter dem Titel Unsere Hochzeit wurde bei der Berliner Synchron erstellt. Das Buch schrieb Werner Schwier und Bluhm und Paulsen sprachen erneut Stan und Ollie. Edith Hancke war in dieser Fassung die Braut. Diese Fassung erschien auf DVD. Unter dem Titel Als Ehemänner war diese Fassung Bestandteil der Reihe Dick und Doof, die dazu um Kommentare von Hanns Dieter Hüsch ergänzt wurde.
- Die vierte Fassung steuerte die Synchronabteilung der MGM bei. Die Dialoge schrieb Michael Günther. Während Walter Bluhm erneut Stan sprach ist hier Gerd Duwner als Ollie zu hören.